# Lascours
Lascours ist ein Ortsteil der Gemeinde Roquevaire im französischen Département Bouches-du-Rhône in der Region Provence-Alpes-Côte d’Azur.

## Geografie
Lascours, selbst keine eigenständige Gemeinde, teilt sich in noch kleinere Ortsteile:
- Dorfzentrum
- Le Grand Vallon
- Les Esparets
- Le Vallon du Marseillais
- La Tuilerie
- L’Ouert
- Le Piedoulard
- Les Manaux
- L’Antique
- Les Escanebières
- La Plaine[1]

## Geschichte
Während der Jungsteinzeit waren die Höhlen um den Ort erstmals bewohnt. 125 vor Christus besetzten die Römer die Region. Als Lascours um 1550 entstand, existierte Roquevaire bereits. 1867 wurde der Ort ans Eisenbahnnetz angeschlossen, 1913 kam das Telefon nach Lascours. Erst 1955 gab es fließend Wasser.

## Kultur und Sehenswürdigkeiten
- Lavoir von 1880 und Brunnen von 1888
- Kriegerdenkmal vor der Grundschule
- Kirche Saint-Jean von 1845 (Vorgängerkapelle Notre Dame de Pitié von 1670)[1]